# ロシアのウクライナ侵攻に対するロシアでの反戦・抗議運動
ロシアのウクライナ侵攻に対するロシアでの反戦・抗議運動（ロシアのウクライナしんこうにたいするロシアでのはんせん・こうぎうんどう、英語: anti-war protests in Russia）では、2022年2月24日に開始されたロシアのウクライナ侵攻に対する、ロシア連邦国内および在外ロシア人の反戦・抗議運動について述べる。
なお、ロシア連邦政府は「侵攻」「戦争」などの用語は用いておらず、2022年2月24日早朝のロシア連邦大統領ウラジーミル・プーチンによる演説では「特別軍事作戦（ロシア語: специальная военная операция）」と呼称された。本頁では、以下、日本語報道の表記に基づき「侵攻」と表記する。

## 国民による抗議運動
侵攻開始の2月24日当日から、ロシア全土において、多数の反戦・抗議運動が行われている。

### 反戦デモ

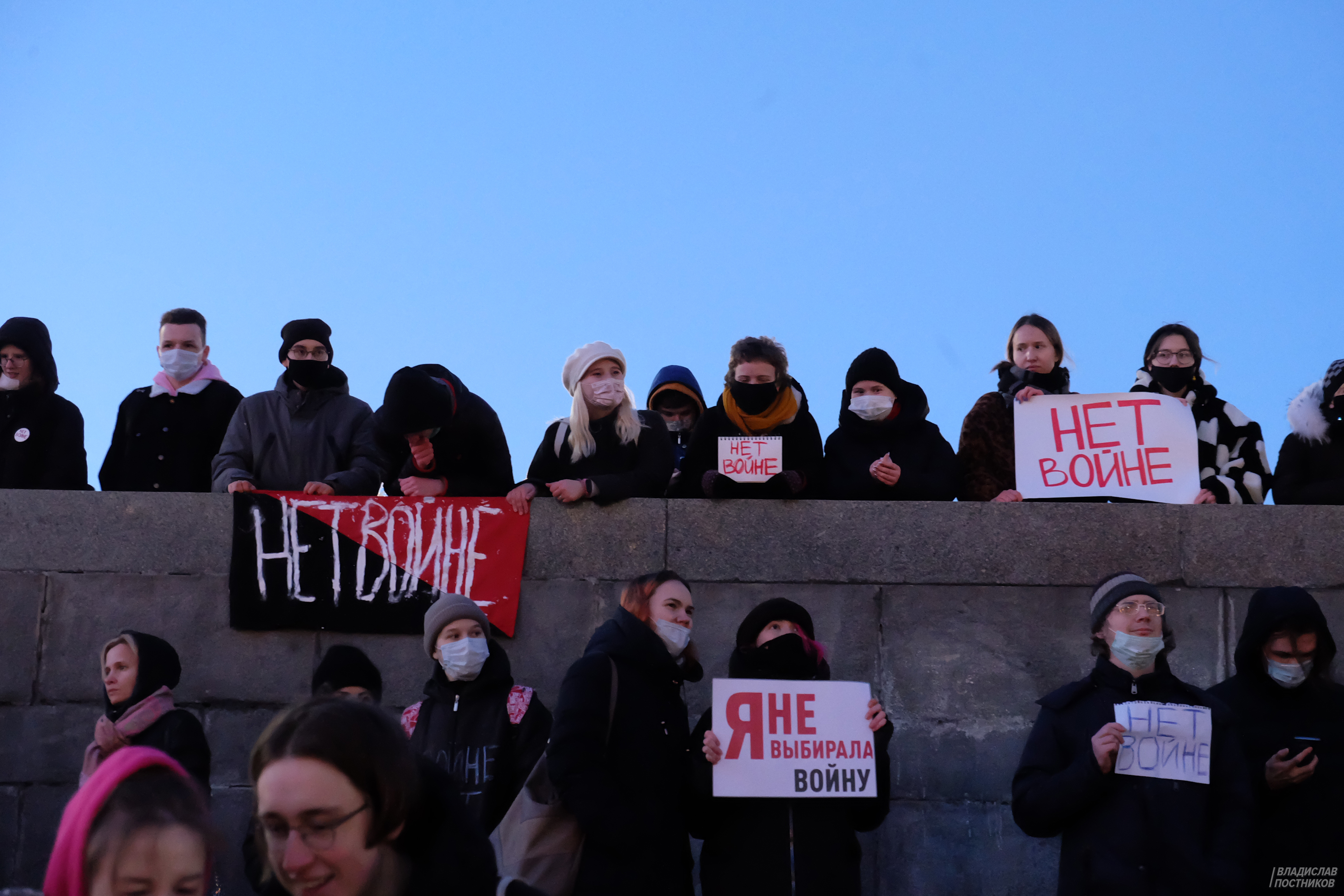
エカテリンブルクでの抗議運動（2022年2月24日）

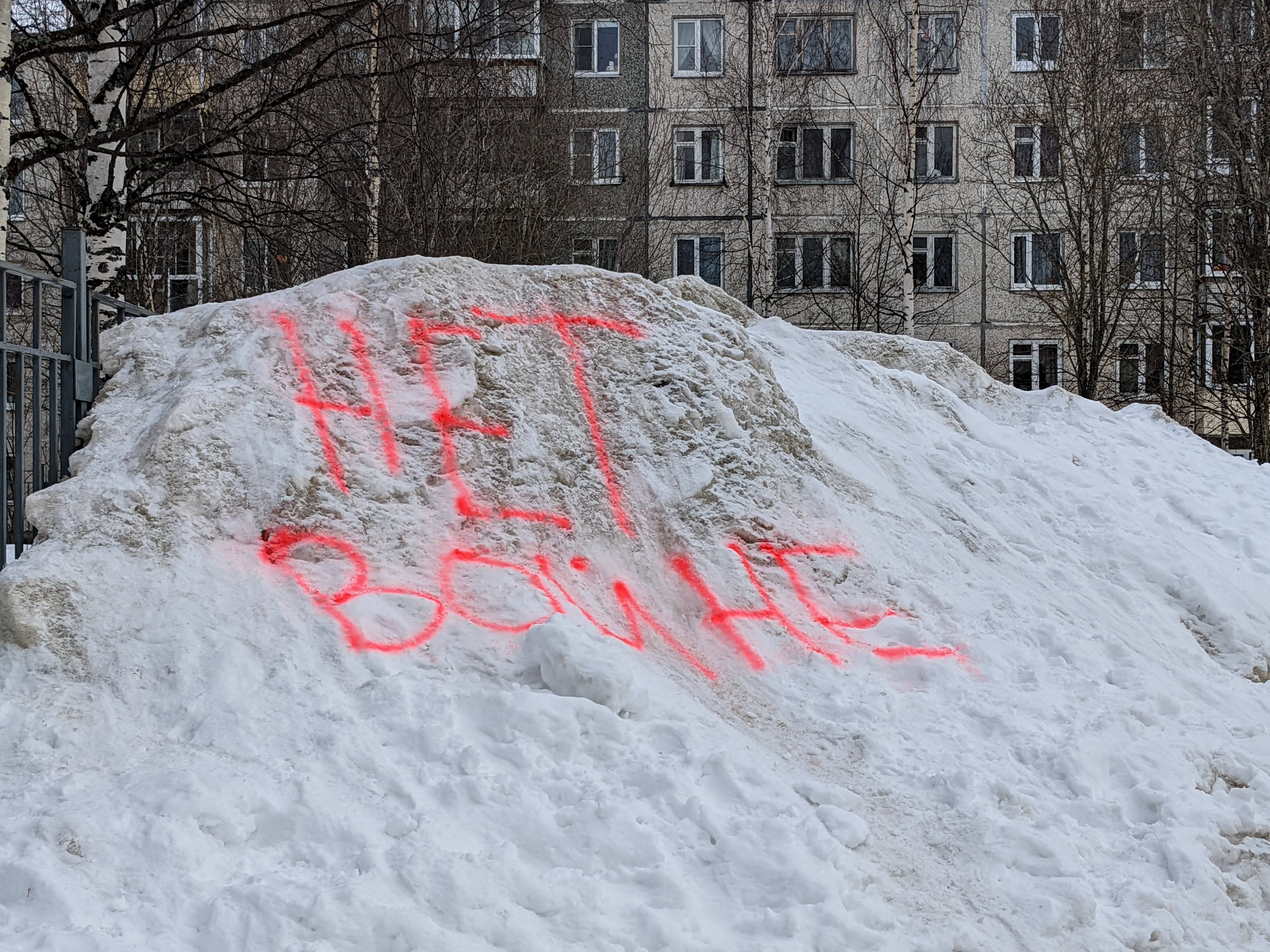
雪に書かれた「Нет войне!（戦争反対）」のメッセージ（ペトロザヴォーツクにて、2022年3月5日）

2月24日午後、ロシア連邦捜査委員会はロシア国民に対し、緊迫した外交状況に関する無許可の抗議行動に参加した場合、法的責任を負うことになると警告した。しかし同日夕方、ロシア全土で数千人のロシア国民による抗議活動が行われた。モスクワ・プーシキン広場(ru)
周囲には約2000人、サンクトペテルブルクでは1000人の抗議者が集まった。ロシア国外のメディアによれば、前記2市に加え、エカテリンブルクや、ニジニ・ノヴゴロド、チェリャビンスク、クラスノヤルスク、ノヴォシビルスク、ペルミなど、少なくとも50の市（行政区画：ゴロド）で抗議活動が行われたと報道された。ロシア国内の人権擁護団体OVD-Info(ru)によれば、この日のうちに58市で1820人（うちモスクワ1002人）が拘留された。SNSでは侵攻を称賛する声は少数で、「プーチンは戦争犯罪者として処罰されるべきだ」「独裁者はいつも『生存圏』や『自国民保護』という美名の下で戦争を始める。どんな言葉も戦争を正当化できない」「国家的恥辱だ!」といった否定的なコメントが多数見られた。
翌2月25日から月末にかけても、引き続き抗議活動が行われた。集団での「Нет войне!」（スローガンとしては戦争反対に相当）のコールや、単独・小規模での抗議活動なども行われた。
人権団体OVDOVD-Infoは、2月24日から26日までの間に反戦運動で拘束されたロシア人は3,052人であると伝えた。2月26日には34都市で467人が拘束された。
ボリス・ネムツォフの命日でもある2月27日、クレムリン付近の、ネムツォフが射殺された場所に建つ記念碑前で抗議活動が行われた。
3月14日、人権団体OVD-Infoは、ロシアで13日行われた反戦の抗議活動で、37都市で計900人以上が拘束されたと発表した。3月13日の時点で累計で約14,900人が逮捕された。
4月5日、ロシアの独立系メディア『Kholod』は、モスクワ市内のランドマークを背景に、黒いフードを被り、後ろ手に縛られ横たわる男性の写真を公開した。写真には「ブチャ・モスクワ」というタイトルが付けられており、ブチャの虐殺への抗議とみられる。
その後は当局による封じ込めもあり反戦デモは一時期鎮静化していたが、9月21日に発表された国民を対象とする部分的動員令の発令を機に、動員に抗議する反戦デモが再燃。発令当日の21日には国内38都市で計1400人以上が拘束されたほか、3日後の24日にも再び反戦デモが行われ計700人以上が拘束された。また、21日に拘束されたデモ参加者の中にはそのまま召集令状が交付され、動員の対象に含まれた事例が確認されている。

### 請願書と公開書簡
侵攻の始まる以前から、一部のロシア国民は反戦の動きを始めていた。1月末には「ただ、戦争さえなければ！」と題された公開書簡がオンライン上に上げられ、2月上旬には150人以上の活動家、芸術家、知識人が署名していた。
2022年2月24日に侵攻が始まり、連帯に所属する人権活動家・レフ・ポノマリョフ(ru)が、戦争に反対する請願書をオンライン上に発表すると、24日終日までに28万9000人以上の署名が集まった。また、ウクライナのメディアのザ・キーウ・インデペンデント(en)によれば、2月26日にはウラジーミル・プーチンを弾劾するロシア国民の請願書がChange.orgに作成され、2月27日末までに20万回以上の署名がなされた。
2月24日、首都モスクワを含むロシア国内の複数の自治体の地方議員100人以上が、ウクライナに対するロシア政府の「特別な軍事作戦」を非難する公開書簡に署名した。
また、3月上旬までの公開書簡や請願書としては、IT業界（2022年3月1日時点で約3万人）、医療従事者（2022年2月26日時点で6000人以上）、建築家（2022年2月26日時点で3400人以上）、教員（2022年3月1日時点で4300人以上）、芸術家（2022年3月1日時点で1万7000人以上）、科学者（2022年3月1日時点で5000人以上）などの各業種・分野の関係者がそれぞれ発表し、賛同者の署名が集まっていることが、欧米メディアによって報道されている。
一方で公開書簡に賛同の署名をした人は、雇用主などから間違って署名したと公に表明するか職を失うかの選択を迫られ、「誤り」を認めないと実際に職を失うなどの圧力を受けている。

### メディア
ニュース番組生放送中の反戦行動
3月14日、国営テレビ「第1チャンネル」の午後9時のニュース番組『ヴレーミャ』で生放送中、番組キャスターがベラルーシ関連のニュースを伝えていたところ、突然パンツスーツ姿の女性がスタジオに入り、手書きの紙を掲げた。紙には最初の行で英語で「戦争反対」と書かれ、その次にロシア語で「戦争を止めろ。プロパガンダを信じないで。彼らはあなたに嘘をついている」と書かれ、最後の行で再び英語で「ロシア人は戦争に反対」と書かれていた。
番組の映像はスタジオ内から、すぐに録画映像に切り替わった。ロシアの独立英語放送局メドゥーザのジャーナリストによると、反戦のメッセージを掲げたのは、第1チャンネル編集者のマリーナ・オフシャンニコワとされる。タス通信は警察筋の話として、女性が身柄を拘束されて警察で取り調べを受けたと報じた。

### 在外ロシア人
2022年2月25日、クロアチア在住の元チェス選手で2011年より人権財団（Human Rights Foundation）の会長を務めるガルリ・カスパロフは、「2014年にプーチンがクリミア併合をした後、西側諸国はロシアと貿易を行ってきた。腐敗した取引でプーチンやその友人が儲けた金が、今日、民間人を虐殺するための軍隊となったのだ。今度はあなたがウクライナを助け、あなたが作ったモンスターに反撃してください」「プーチンは、自由世界から餌を与えられた蛇だ。今また、彼は悪と戦争から手を引くことはないと証明している。経済制裁で止めるしかないでしょう。ウクライナの勝利」とコメントした。
同年2月27日、ベルリン在住の作家ウラジーミル・ソローキンは、ガーディアンに寄稿。ロシアにおいて5世紀にわたり続く権力構造の由来を、16世紀のイワン雷帝が作ったものであると説明し、以来、微塵も変わっていないと述べた。「ソ連の崩壊は20世紀最大の災禍である」と発言したプーチンはロシアを「ソ連は人類の進歩のための最大の希望であり、西側は腐敗しかもたらさない敵だと教えられた」時代に逆行させた『狂った怪物』であると非難している。
同年3月22日、ロシア第1チャンネルのパリ特派員だったジャンナ・アガラコワはパリの「国境なき記者団」の本部で記者会見し、今月辞職したことを明らかにした。ロシア政府のプロパガンダに加担する仕事を「もう続けることはできない」と述べた。アガラコワは『ヴレーミャ』のキャスターを務めた後、海外特派員となった。ロシアで部分動員が発表された9月に、アガラコワはロシアの国家賞を全て返還することを表明している。
ロンドンに在住するロシア人作家のボリス・アクーニンは、国外に在住するロシア人の学者や芸術家などの人々と共に、「本当のロシア（Настоящая Россия）」というサイトを立ち上げた。募金活動などでウクライナ人を支援すると共に、国外に住む民主的な考えを持つロシア人と結束し、ロシア国内にも自分たちの声を届けることを試みている。また本当のロシアはプーチンのロシアではないと主張し、「消えてくれ」とプーチンを非難した。

### 侵攻を理由とする政治亡命
国際人権団体UNウオッチの2022年5月23日発表によると、スイスの在ジュネーブ国連代表部に勤務していたロシア外交官のボリス・ボンダレフ参事官が辞職・亡命した。ボンダレフは侵攻について「母国を恥じた」「ロシアにもはや同盟国はいない」「ロシア国民に対する最も重大な犯罪」と述べ、欧米諸国に対してロシア外交官の亡命を促すため本人と家族の保護プログラムを設けるよう呼びかけた。
6月11日、自由ロシア軍団はガスプロムバンク元副社長のイゴール・ヴォロブエフが軍団に加わったとTelegram上で発表した。ヴォロブエフはウクライナ北部のスーミィ州アフトゥイルカ出身のウクライナ人であり、3月2日には故郷をロシアから守るためウクライナに到着していた。ヴォロブエフは4月にLiga.netのインタビューに応じ、ガスパイプライン通過国としてのウクライナの評判を落とすクレムリンの工作に関わっていたことから責任を感じていることを話した。また2022年に入ってからのガスプロムやノヴァテクの役員の不審死にも言及している。
ロシア空挺軍の元兵士であるパベル・フィラティエフは、8月上旬に手記『ZOV』を公開し、その後フランスに渡り亡命を申請した。11月に手記をロシア軍の蛮行を内部告発する暴露本として出版。欧米メディアからは称賛されているが、ロシアの保守派からは「裏切り者」と非難されている。

### グリーン・リボン
ウクライナへの侵攻支持表明としてロシア国内で広く使用されている「Z」マークに対抗し、緑色のリボンが侵攻に反対するロシア人の意思表示として使用されるようになった。ウクライナ国旗の青と黄色を混ぜ合わせると緑となることや、ウクライナ大統領ウォロディミル・ゼレンスキーの姓がロシア語の緑 (露: зеленый) に似ていることから緑が選ばれたとされている。
グリーン・リボンは街の電柱、記念碑の像、フェンスなどに結ばれたり、平和を訴える集まりで参加者がまとったりした。
しかし、そうした反侵攻意思表示をするものに対して、自宅のドアに「Z」の文字がスプレー・ペイントされたり、豚の生首が自宅前に置かれたりなどの嫌がらせ行動がされた。またグリーン・リボンをまとっていた集会参加者が警察に連行されていく様子なども報じられた。

### 当局施設への攻撃
国民の部分的動員令が発令された9月21日より、動員の対象となった市民が集合する徴兵事務所を始めとした当局の行政施設が襲撃される事例が相次いで発生している。発令6日目の同月26日までに徴兵事務所が放火される事件が国内11都市で発生したほか、その他の行政施設が同様の攻撃を受けた事例も確認されている。26日にはイルクーツク州ウスチ＝イリムスクの徴兵事務所で事務所の所長が男に銃撃され、負傷する事件が発生した。

### 新興富裕層の批判
ロシアのウクライナ侵攻についてオリガルヒからも批判の声が上がっている。
6月28日、ロシアのオリガルヒの一人であり、ロシアのアルミニウム大手ルサールの創業者のオレグ・デリパスカが、ウクライナへのロシアの軍事侵攻を批判した。モスクワで行われた記者会見で、デリパスカは記者団に対し「ウクライナを破壊するのは途方もない間違いだ」、「ロシアのウクライナ侵攻は勝者を生まない」、「ロシアが支払っている経済的代償は大きい」、「ウクライナを破壊することは、ロシアにとっても大きな間違いだ」と述べた。
一方、同じ頃、ロシアオリガルヒたちの謎の不審死が相次いだ。
詳細は「2022年のロシアの実業家不審死」を参照。

## 侵攻に対する声明
侵攻開始より、ソーシャル・ネットワーキング・サービス（SNS）、ウェブサイト、報道メディアなどの様々な媒体を用いて、侵攻に対する抗議の意志が表明された。公人（広義）あるいは組織による、侵攻に反対する声明には以下のような例がある。

### 政党・政治家
2022年2月26日、ロシア連邦共産党の国家院議員ミハイル・マトヴェエフ(ru)は、「私はドネツク人民共和国・ルガンスク人民共和国の独立承認に賛成票を投じたが、それは平和のためであり、キエフを爆撃するためではない」と述べ、ウクライナでの軍事行動の即時停止を呼びかけた。また、未来のロシア党首のアレクセイ・ナワリヌイは、獄中から、ロシア国民に抗議運動を続けるよう呼びかけた。
ヤブロコは2022年2月13日から、軍事干渉への反対と平和の実現を求める署名を自政党のサイト上で始めており、2022年3月2日までに8万千人の署名を集めた。また、ノヴィエ・リュージ(ru)は自政党のサイト上で反戦を表明した。RRP(ru)、LPR(ru)、SA(ru)、OKP(ru)、AD(ru)などの政党（政党名は略称のラテン文字転写）も、3月初頭までに反戦を表明している。
3月14日、元ロシア副首相で、国のイノベーション促進機関「スコルコボ財団」の代表を務めるアルカジー・ドヴォルコーヴィチは、米国のメディアに対し「今回の戦争を含め、戦争というものは人生で直面する最悪のものだ」「私の心はウクライナ市民と共にある」と述べた。これを受け、ロシアの主要与党議員は、国家に対する裏切りと批判し、辞任を要求。3月18日、ドヴォルコーヴィチは代表を辞任した。
5月27日、ウラジオストクのある沿海地方の議会で、共産党議員のレオニード・ワシュケービッチは「軍事作戦をやめなければ、さらに多くの孤児が生まれる」「わが国に大きく貢献できたであろう若者らが障害者になっている」などと指摘し、軍の撤退を要求する声明を読み上げた。これに対しコジェミャコ沿海地方知事は「ナチズムと戦うロシア軍に対する中傷だ」と主張し、読み上げた議員らを退場させた。

### 著名人
2022年2月24日、ヴァレリー・メラジェ(ru)、イヴァン・ウルガント(ru)、クセニヤ・ソブチャク(ru)などが、ソーシャル・ネットワーキング・サービス上で侵攻に対する反対意見を表明した。なお、アメリアの雑誌フォーチュンは、ロシアのエンターテイメント市場は主に国営であり、彼らのメディアへの出演が禁止されるのではないかと分析している。
同日、モスクワのメイエルホリド国家芸術センターで監督を務めるエレーナ・コワルスカヤは、「殺人者のために働き、彼から給料をもらうことなどできない」と自身のFacebookに書き込み、プーチン大統領を批判。辞職することを明らかにした。
同日、刑務所に収監中で刑事訴追されている反政権派指導者アレクセイ・ナバリヌイは、自身の公判の中で「戦争はロシアの内政の不満をそらす狙いだが、多くの犠牲者が出る」と述べ反ウクライナ侵攻の立場を表明した。
同日、日刊大手政経紙『コメルサント』のエレナ・チェルネンコ記者は「戦争は争い事を解決する手段にはなりえず、戦争は正当化できない」と綴った書簡を公開しジャーナリスト達に賛同を呼び掛け、約300人の記者らが賛同したが、ロシア外務省はチェルネンコ記者の取材禁止措置を取るなど報道の自由を害する報復行動で対応した。
同日、独立系新聞の編集長でノーベル平和賞受賞者のドミトリー・ムラトフは「ロシアが第三次世界大戦を始めたと、ロシア人は世界から憎まれてしまう」と嘆いた。
ロシアのフィギュアスケート選手エフゲニア・メドベージェワは、更新したInstagramで黒い背景と共に「悪い夢のように、一刻も早く全てが終わることを願っています」とのメッセージを寄せた。
テニス選手アンドレイ・ルブレフは、2022年2月25日のドバイ・テニス選手権準決勝の試合後に、テレビカメラに「No war please」と書き込んだ。ジョージア出身のバスケットボール選手トルニケ・シェンゲリア(ru)は、在籍していたCSKAモスクワとの早期契約終了を決定した。
2月27日、国連の気候変動に関する政府間パネル（IPCC）の非公開会合で、ロシア代表のオレグ・アニシモフが「この紛争を防ぐことができなかったすべてのロシア人を代表し、謝罪を表明させてほしい」と述べた。発言のあと、ロシア語で「ウクライナへの攻撃を正当化する根拠は見つけることができない」と語った。
3月20日、俳優のチュルパン・ハマートヴァはウクライナ侵攻に反対する署名運動に参加すると共にロシア連邦から亡命したことを明らかにした。
3月15日、及び3月25日にHIPHOPラッパーOxxxymiron（en）はウクライナ侵攻を受けモスクワとサンクトペテルブルクでのコンサートを延期し、それぞれイスタンブールとロンドンで「戦争に反対するロシア人（Russians Against War)」と題した慈善公演を開催し、収益をウクライナ避難民支援に寄付するとしている
経済界では、オリガルヒに数えられるミハイル・フリードマンは、紛争は双方にとって悲劇であり、戦争は決して解決策にはならないと、オレグ・デリパスカは、可能な限り早く和平交渉を始めるべきだと述べた。
9月30日、ロシアで「ウォーキー（Walkie）」という芸名で活動していたラッパーのイワン・ヴィタリエヴィッチ・ペトゥニンは動員令に反発し、自ら命を絶った。ペトゥニンは「自分の魂に殺人罪を負わせることはできない」としてこのような選択をしたという。Telegramに残された動画では「あなたたちがこのビデオを見ているとき、僕はもう生きていないだろう。僕は、人殺しをする準備ができていない」と語っており、スマートフォンのメモ帳などには「抗議を表現する最後の手段」と記していた。

### 組織
2月24日、人権団体メモリアルは、戦争は人類と平和に対する犯罪であり、軍事行動の即時終結を要求すると自団体のサイト上に公開した。また、2022年2月26日、大祖国戦争（独ソ戦）を追憶する活動を行っている不滅の連隊の代表者は、ロシア大統領宛てとして、ウクライナで行われている軍事行動への反対と和平交渉の開始の要求を、自団体のサイト上に公開した。
2月26日、元ソビエト連邦共産党書記長ミハイル・ゴルバチョフのゴルバチョフ財団が声明を発表。「一刻も早い戦闘行為の停止と早急な平和交渉の開始が必要だと我々は表明する。相互の尊重と、双方の利益の考慮に基づいた交渉と対話のみが、最も深刻な対立や問題を解決できる唯一の方法だ」と述べた。

## ロシア政府の動向
4月11日、ロシア下院のビャチェスラフ・ウォロジン議長は、ウクライナ侵攻に反対する「裏切り者」として市民権を剥奪することを提案した。例として、マリーナ・オフシャンニコワを挙げた。